# Escuela Superior de Ingeniería Mecánica y Eléctrica
La Escuela Superior de Ingeniería Mecánica y Eléctrica (ESIME) es una institución pública mexicana de nivel superior perteneciente al Instituto Politécnico Nacional, encargada de la formación de profesionales en el área de la ingeniería. Es considerada como una de las mejores escuelas del ramo en América Latina con un gran reconocimiento a nivel mundial, gracias a los proyectos realizados en las industrias eléctrica y metal-mecánica por sus egresados y autoridades. Igualmente es conocida por la creación de plantas generadoras de electricidad, termoeléctricas e hidroeléctricas, así como sus avances en las industrias de la radiodifusión, la telefonía, la televisión, las telecomunicaciones, la computación y la electrónica.
Hasta 1958, la ESIME se localizó en un edificio en la calle Ignacio Allende, en el Centro Histórico. Hoy en día, cuenta con cuatro unidades distribuidas en la Ciudad de México: Azcapotzalco, Culhuacán, Ticomán y Zacatenco.

## Historia

### Antecedentes

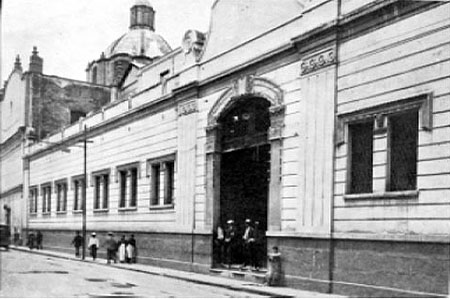
Año de 1926, de lo que fue la fachada del Convento de San Lorenzo Mártir

Durante el siglo XIX la situación cambio por completo, con la independencia del país una larga lucha, no sólo por su estabilidad política, sino también para definir su cambio como nación libre. Esto motivo la expedición de gran cantidad de leyes y decretos, muchos de estos en favor de la educación oficial a la que se le considera la panacea de todos los males que aquejaban a la sociedad mexicana.
No obstante desde 1821 se manifestó claramente la necesidad de establecer escuelas de artes y oficios, fracaso cada intento por los constantes movimientos armados entre liberales y conservadores y contra los invasores norteamericanos y europeos. Sergio Sánchez expone que en 1831 se creó la primera Escuela Particular de Artes y Oficios de México, por el francés Federico Wauthier. A sí mismo explica cómo fracasaron, en 1843 y 1849, los dos decretos anteriores a la fundación definitiva, finalmente creada entre los años 1856 y 1857. En la formación de esta escuela intervino notablemente el Lic. José Urbano Fonseca Martínez, quien a su vez contribuyó a la fundación del Instituto Científico y Literario de Toluca, del Colegio de San Gregorio y de la escuela de Agricultura y Veterinaria.
El surgimiento de la actual ESIME se remonta al decreto presidencial de creación de la Escuela de Artes y Oficios para hombres, expedido por el presidente Ignacio Comonfort en 1856.
Fue hasta la Reforma, siendo Presidente de la República Benito Juárez que en 1864 dio el decreto para la creación de la Escuela Nacional de Artes y Oficios para Hombres (ENAO), que se vio interrumpida durante la Intervención de México del Segundo Imperio. 
En 1876, la ENAO reanudó actividades académicas por decreto del presidente Juárez;[cita requerida] para efectos de la labor de la institución, el Gobierno de la República designó como instalaciones de la escuela el edificio del ex-convento de San Lorenzo, en las calles de Allende y Belisario Domínguez, en el primer cuadro de la Ciudad de México.
El plantel cambió de nombre en varias ocasiones. En 1916 a Escuela Práctica de Ingenieros Mecánicos y Electricistas (EPIME). En 1921 a Escuela de Ingenieros Mecánicos y Electricistas (EIME). En 1932, por omisión involuntaria, cambia a Escuela Superior de Mecánicos y Electricistas (ESME) y casi inmediatamente adopta el nombre que hasta la fecha conserva, el de Escuela Superior de Ingeniería Mecánica y Eléctrica (ESIME).
Al Instituto Politécnico Nacional en 1936 cuando se empieza a impartir en la ESIME las carreras de manera autónoma, es decir: Ingeniería Eléctrica e Ingeniería Mecánica y se empieza a impartir también las carreras de Ingeniería Aeronáutica e Ingeniería en Comunicaciones Eléctricas y Electrónica que actualmente se designa como Ingeniería en Comunicaciones y Electrónica.
Esta escuela, junto con las Escuelas Superiores de Comercio y Administración (ESCA), de Ingeniería y Arquitectura (ESIA), de Ingeniería Textil (ESIT), la Nacional de Medicina y Homeopatía (ENMyH) y la Nacional de Ciencias Biológicas (ENCB), es fundadora del Instituto Politécnico Nacional. 
La ESIME ha sido pieza clave en el IPN, ya que ha proporcionado gran cantidad de recursos humanos que se han integrado a la construcción del Instituto, además ha proporcionado la oportunidad de que México desarrolle tecnología.

## Unidades de la ESIME
La unidad central del Instituto Politécnico Nacional, se centra en el centro donde se encuentra en la Unidad Profesional "Adolfo López Mateos", también llamada "Unidad Zacatenco". Desde finales de los años 1950 existe una unidad de la ESIME en Zacatenco (1959), desplazada de su sede original en el centro histórico de la Ciudad de México.
Por otro lado, como parte de los procesos de descentralización del IPN en los setenta y ochenta, se fueron creando más unidades, con el propósito de incrementar la oferta educativa para satisfacer a una cada vez mayor demanda de espacios para la educación, por tanto se crearon las unidades Culhuacán (1974), Ticomán y Azcapotzalco.
Cada una de las unidades ofrecen diferentes carreras: 
- Zacatenco:

1. Control y Automatización
2. Sistemas Automotrices
3. Comunicaciones y Electrónica
4. Eléctrica
5. Fotónica

- Azcapotzalco:

1. Mecánica
2. Robótica
3. Sistemas Automotrices

- Ticomán:

1. Aeronáutica
2. Sistemas Automotrices

- Culhuacán

1. Computación
2. Mecánica
3. Sistemas Automotrices
4. Comunicaciones y Electrónica.

### Llegada a Zacatenco
Para la década de los 50 las solicitudes de inscripción a la Escuela aumentaron, a grado tal, que el local de Allende 38 era insuficiente, hecho que coincidió con 
el de algunos otros planteles debido a la explosión demográfica que se iniciaba en la Ciudad de México; todo ello condujo a las autoridades a proponer la expiación y construcción de nuevos edificios escolares en los alrededores de Santo Tomás construyéndose la "Ciudad Politécnica". Dentro de este magno proyecto se contempló un edificio para la ESIME que no llegó a ocupar por la pérdida de dos edificios durante el terremoto de 1957, circunstancia que finalmente lo ubicó en la nueva Unidad en Zacatenco-Ticoman, donde se cambió en 1959.

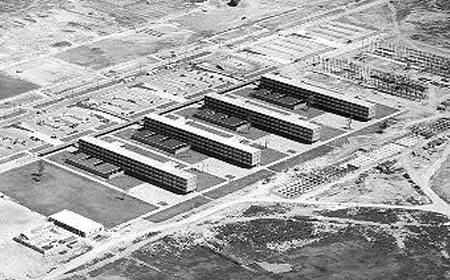
Los 4 primeros edificios de la Unidad Profesional de Zacatenco

El Presidente de la República, licenciado Adolfo López Mateos, acompañado por el secretario de Educación Pública, licenciado Jaime Torres Bodet y el entonces director general del IPN, ingeniero Eugenio Méndez Docurro, inauguraron los cuatro primeros edificios construidos en el área de Zacatenco que fueron ocupados por la ESIME y la ESIA. Ese acontecimiento marcó el nacimiento de lo que hoy es la Unidad Profesional Adolfo López Mateos. El cambio a Zacatenco en 1959 fue un gran avance, pero las instalaciones estaban incompletas.
El doctor Raúl Talán Ramírez  estudió en la ESIME Zacatenco para ingeniero en Comunicaciones y Electrónica entre 1961 y 1964, después realizó estudios de postgrado, a nivel de maestría en Ingeniería Eléctrica en el Centro de Investigaciones y Estudios Avanzados del IPN y obtuvo el grado de Doctor en Ingeniería, por parte de la Universidad de California en Los Ángeles. Entre los años 1985 y 1988, asumió la responsabilidad de la Dirección General del Instituto Politécnico Nacional y recordaba así la época en que estudió en Zacatenco:
"Era una escuela de excelencia; sin embargo, se encontraba en proceso de traslado de sus antiguas instalaciones de Allende 38 a Zacatenco. [...] En el traslado de esta prestigiada escuela superior a su nueva sede se perdió no solo buena parte de su equipamiento, sino también su espíritu y atmósfera de trabajo. Tuve mi primera clase teórico-práctica hasta el tercer año de la carrera; no había talleres ni laboratorios; lo que existía en un lado no aparecía en el otro. [...]"

### Separación de ESIME Ticomán

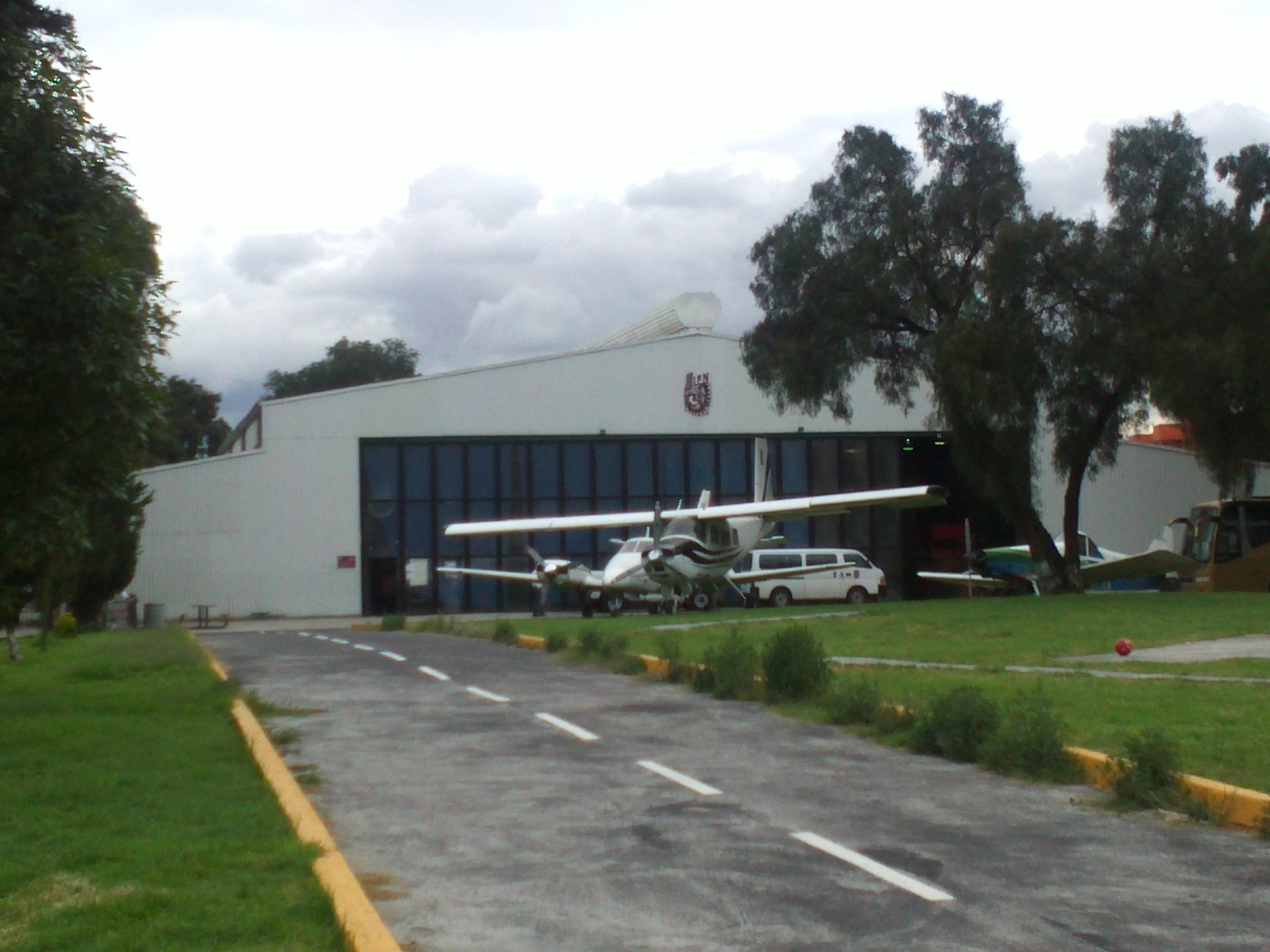
Hangar de la ESIME Ticóman

Cuando fue fundada la Nueva Unidad Profesional Zacatenco del IPN, el 9 de abril de 1974, la nueva ESIME se trasladó a un anexo del ahora edificio 1. Posteriormente, con la reubicación de Escuelas en la Unidad Zacatenco en 1986, Ingeniería Aeronáutica se distribuyó en varios edificios del complejo Zacatenco y en un pequeño edificio de laboratorios en la avenida Ticomán.
El 22 de febrero de 1987 el entonces director general del IPN, contador Oscar Joffre Velázquez, autoriza la creación de la Unidad Ticomán de la ESIME. En la misma fecha es nombrado el Ing. Manuel Quintero Quintero como Director Adjunto de la Unidad. Durante el segundo periodo escolar del mismo año se pone en vigor un nuevo plan de estudios con duración de 9 semestres, iniciando con este el turno matutino, el cual se ponía disponible por primera vez en la carrera.
El 16 de agosto de 1990, el Consejo General Consultivo del IPN aprueba la creación de la ESIME Ticomán como unidad académica independiente y se nombra al Ing. Manuel Quintero Quintero, primer Director de la ESIME Unidad Ticomán. El mismo año se aprueba oficialmente el plan de estudios que había iniciado en 1987.
El 28 de junio de 2000, el nuevo plan de estudios es acreditado por el Consejo de Acreditación de la Enseñanza de la Ingeniería CACEI. Sin embargo, no se corrigieron algunas de las debilidades de este plan de estudios, por lo que la acreditación fue condicionada a una nueva reestructuración. A raíz de esta acreditación se redoblan los esfuerzos para acelerar la reforma curricular bajo un enfoque más productivo.
Es así como en el mes de marzo del año 2003 se dota a la carrera de Ingeniería Aeronáutica con uno de los planes de estudio más modernos y avanzados de su tiempo. Atendiendo a las inquietudes expresadas por la UNESCO durante la década de los noventa, la carrera de ingeniería aeronáutica adopta un enfoque flexible que permite al egresado delinear su propia trayectoria a través de los conceptos de "opciones terminales" y "asignaturas optativas". Las opciones ofrecidas especializan a los egresados en las áreas de "Diseño - Construcción" y "Mantenimiento - Operaciones". Las asignaturas optativas dan cabida a una amplia gama de nuevos conocimientos que se habían desarrollado a fines del siglo XX. La Acreditación definitiva (incondicional) del plan de estudios se obtiene a fines del año 2003.
Siguiendo el mismo ímpetu de desarrollo académico, la directiva de ESIME Ticomán logró establecer en el mes de marzo del año 2004 el primer posgrado científico en el área aeronáutica en México: La Maestría en Mantenimiento y Producción Aeronáutica.
El 29 de noviembre de 2013, el Consejo General Consultivo, acordó la aprobación del Programa de Maestría en Ciencias en Ingeniería Aeronáutica y Espacial. Tendrá una orientación I+D+i, como objetivos tiene la formación de capital humano del más alto nivel profesional con habilidades, conocimientos y competencias para que se alcance el óptimo nivel de especialización en el campo de diseño de partes y componentes aeroespaciales, manufactura de alta precisión, el desarrollo de los procesos de alto nivel de exigencia en calidad en lo que compete al campo aeronáutico, respecto al espacial incursionar en el desarrollo de la tecnología de sistemas y subsistemas satelitales y sus aplicaciones.
En el 2019 la ESIME Ticomán albergará en sus terrenos la estación Instituto Politécnico Nacional de la línea 1 de sistema cablebús.

## Lema, Escudo y Símbolo
“Nuestros colores son verde y blanco, porque el guinda lo llevamos en la sangre"
Al iniciarse la década de los veinte, apareció un emblema con un engrane como elemento característico, pero que cambiaba anárquicamente, el emblema incluía unos rayos que representaban la electricidad, que variaban constantemente en número, tamaño y posición, posteriormente fueron apareciendo los elementos representativos de las otras carreras que se imparten en la ESIME. 

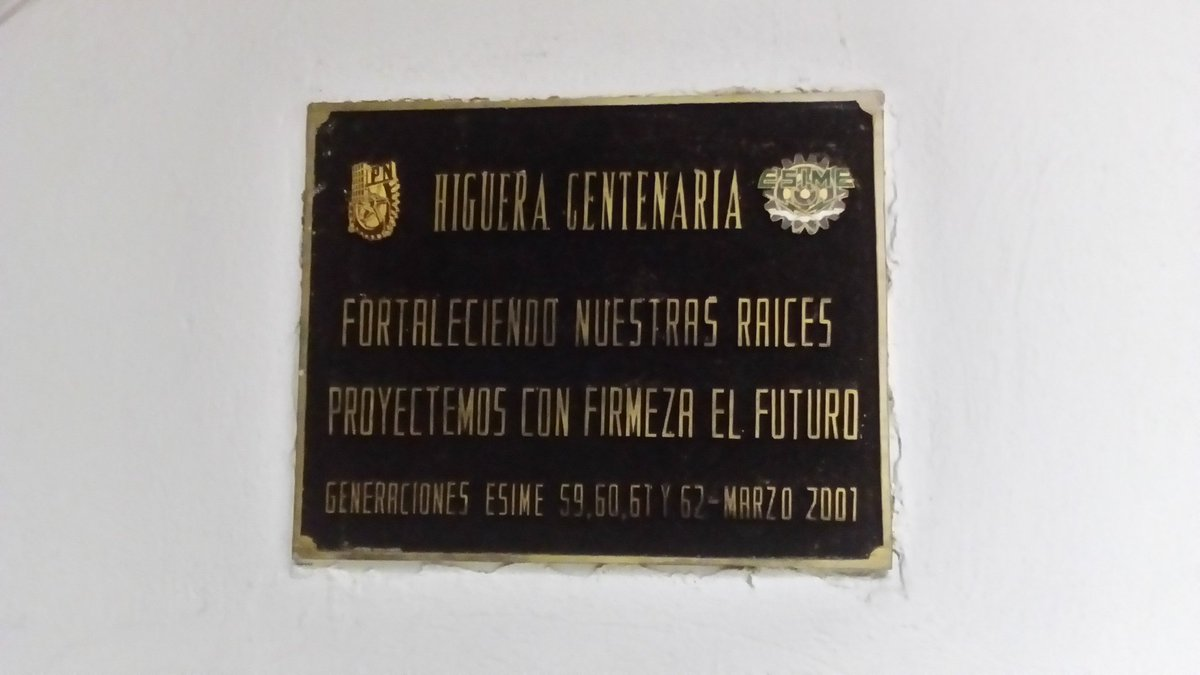
Placa de conmemoración Higuera Centenaria

El escudo consta de la palabra ESIME en la parte superior del engrane, la cual representa las siglas de la Institución; en la parte media inferior dos alas representadas en contorno, que representan a la carrera de Ingeniería Aeronáutica; dos trayectorias elípticas cruzadas, que representan a la carrera de Ingeniería en Comunicaciones y Electrónica; dos rayos (chispa eléctrica) cruzándose en la parte media inferior central, representando la carrera de Ingeniería Eléctrica; un engrane impulsor de 18 dientes con llanta de 6 claros, caja para alojar cuña en la flecha, representando a la carrera de Ingeniería Mecánica.
Cuando ESIME se encontraba en el exconvento de San Lorenzo, en dicho edificio se ubicaba un patio con una higuera que se convirtió en el símbolo de la escuela. Años después, un retoño de dicho árbol fue plantado en la Unidad de Ciencias Básicas de Xocongo, en la colonia Doctores. Y de ahí, un tercer retoño llegó al patio de la ESIME Zacatenco, del cual hoy se extiende un cuarto retoño que fue plantado por el anterior director general del IPN Dr. Mario Alberto Rodríguez Casas y el director de ese momento de ESIME Zacatenco el M. en C. Hugo Quintana Espinosa.

## Oferta Educativa
ESIME Azcapotzalco Archivado el 20 de enero de 2012 en Wayback Machine.
- Ingeniería Mecánica
- Ingeniería en Robótica Industrial

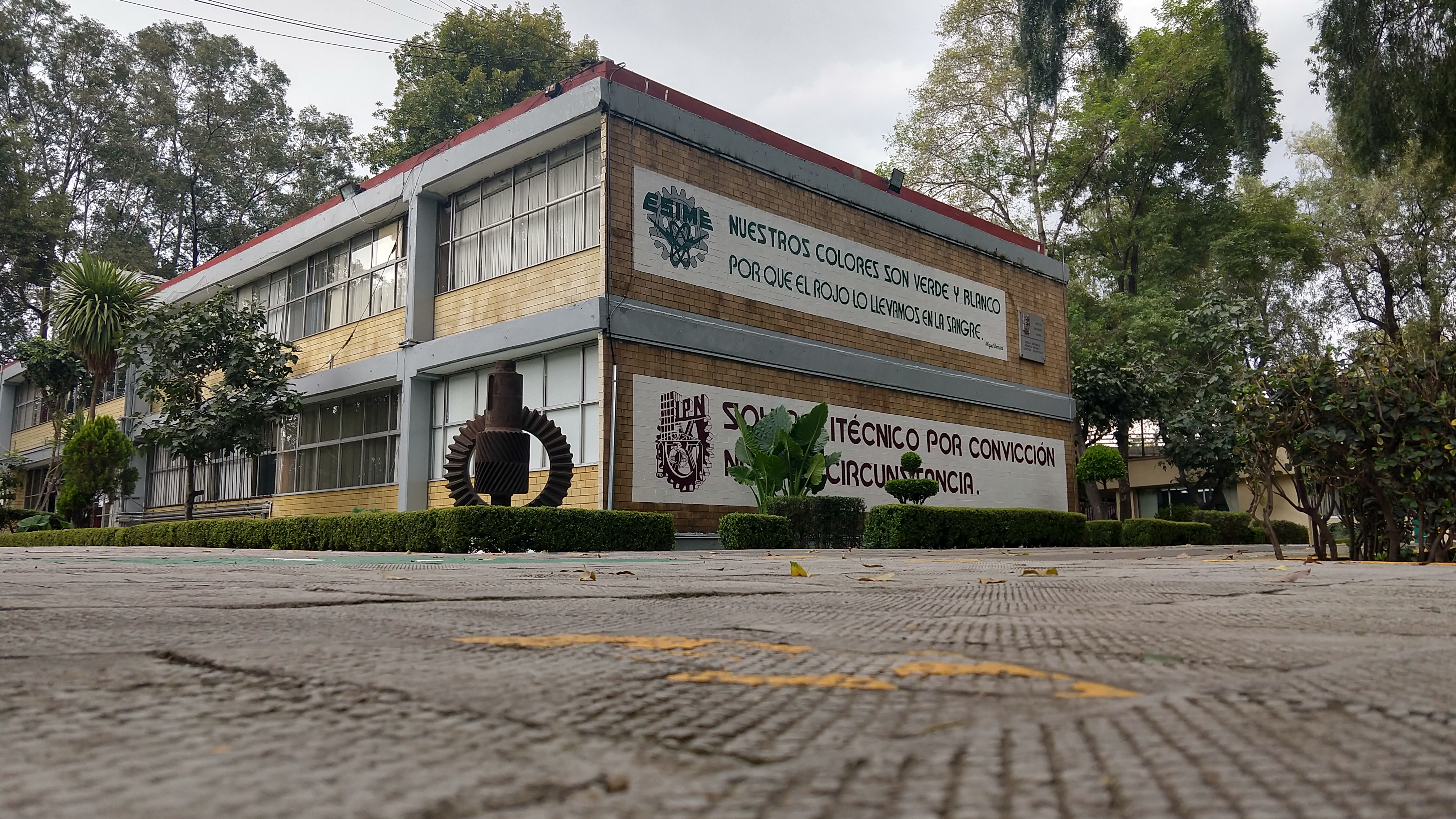
ESIME Azcapotzalco del Instituto Politécnico Nacional.

- Ingeniería en Sistemas Automotrices

ESIME Culhuacán Archivado el 12 de enero de 2012 en Wayback Machine.
- Ingeniería en Comunicaciones y Electrónica
- Ingeniería en Computación
- Ingeniería Mecánica
- Ingeniería en Sistemas Automotrices

ESIME Ticomán Archivado el 30 de abril de 2007 en Wayback Machine.
- Ingeniería Aeronáutica
- Ingeniería en Sistemas Automotrices

ESIME Zacatenco Archivado el 17 de enero de 2012 en Wayback Machine.
- Ingeniería en Comunicaciones y Electrónica
- Ingeniería en Control y Automatización
- Ingeniería Eléctrica
- Ingeniería en Sistemas Automotrices
- Ingeniería Fotónica

Maestrías en ESIME Zacatenco
- Maestría en Ciencias en Ingeniería Eléctrica (Programa de posgrado de calidad reconocido por el CONACyT).
- Maestría en Ciencias en Ingeniería Electrónica (Programa de posgrado de calidad reconocido por el CONACyT).
- Maestría en Ciencias en Ingeniería Mecánica (Programa de posgrado de calidad reconocido por el CONACyT).
- Maestría en Ciencias en Ingeniería de Sistemas (Programa de posgrado de calidad reconocido por el CONACyT).
- Maestría en Ciencias en Ingeniería de Telecomunicaciones (Programa de posgrado de calidad reconocido por el CONACyT).

## Egresados distinguidos
- José Guadalupe Rafael Martiñón
- Gilberto Enriquez Harper
- Guillermo González Camarena
- Víctor Bravo Ahúja
- Alejo Peralta y Díaz Ceballos
- José Gildardo Michel Ramírez
- Eugenio Méndez Docurro
- José Antonio Padilla Segura
- Jesús Antonio Morales Aguilar
- Miguel Ángel Hernández Gutiérrez
- Diódoro Guerra Rodríguez
- Juan García Esquivel
- Adolfo Guzmán Arenas
- Luz Vázquez Gómez
- Jesús Robles Martínez
- Leonardo Rodríguez Alcaine
- Luis de la Peña
- Oscar Martínez Giscard
- Manuel Moreno Torres
- Carlos Vallejo Márquez
- Manuel Cerrillo Valdivia
- Walter Cross Buchanan
- Juan Manuel Ramírez Caraza
- José Rentaría Gómez
- Juan Celada Salmón
- Servando Chavez Quezada
- Jorge Suárez Díaz
- José Trinidad Gómez Cruz
- Antonio Montes de Oca Sentenat
- Jorge Díaz Serrano
- Eduardo Daniel Conde Galindo
- Arturo García Velázquez
- Carlos Manuel Herrera Diaz
- Raúl González Apaolza
- Rafael Rodrigo Torres Mateos
- Hadad Bautista García
- Oscar Javier Vargas Zaragoza
- Victor Iván Manzano Osornio
- Mario Antonio Muñoz Guerrero
- Carlos Briones Morales
- Héctor Becerril
- Luis Uriel Cabrera Klemp
- Arturo García Velázquez
- Edmundo Gómez Moreno (Raymix)